# 福格特兰地区保萨
福格特兰地区保萨（德語：Pausa/Vogtl.），简称保萨（德語：Pausa，發音：[ˈpaʊza] ⓘ），是德国萨克森州福格特兰县曾经的一个市镇，面积36.58平方千米，2011年12月31日人口为3,618人。2013年1月1日，福格特兰地区保萨与市镇米尔特罗夫合并为市镇保萨-米尔特罗夫。